# Dejan Enew

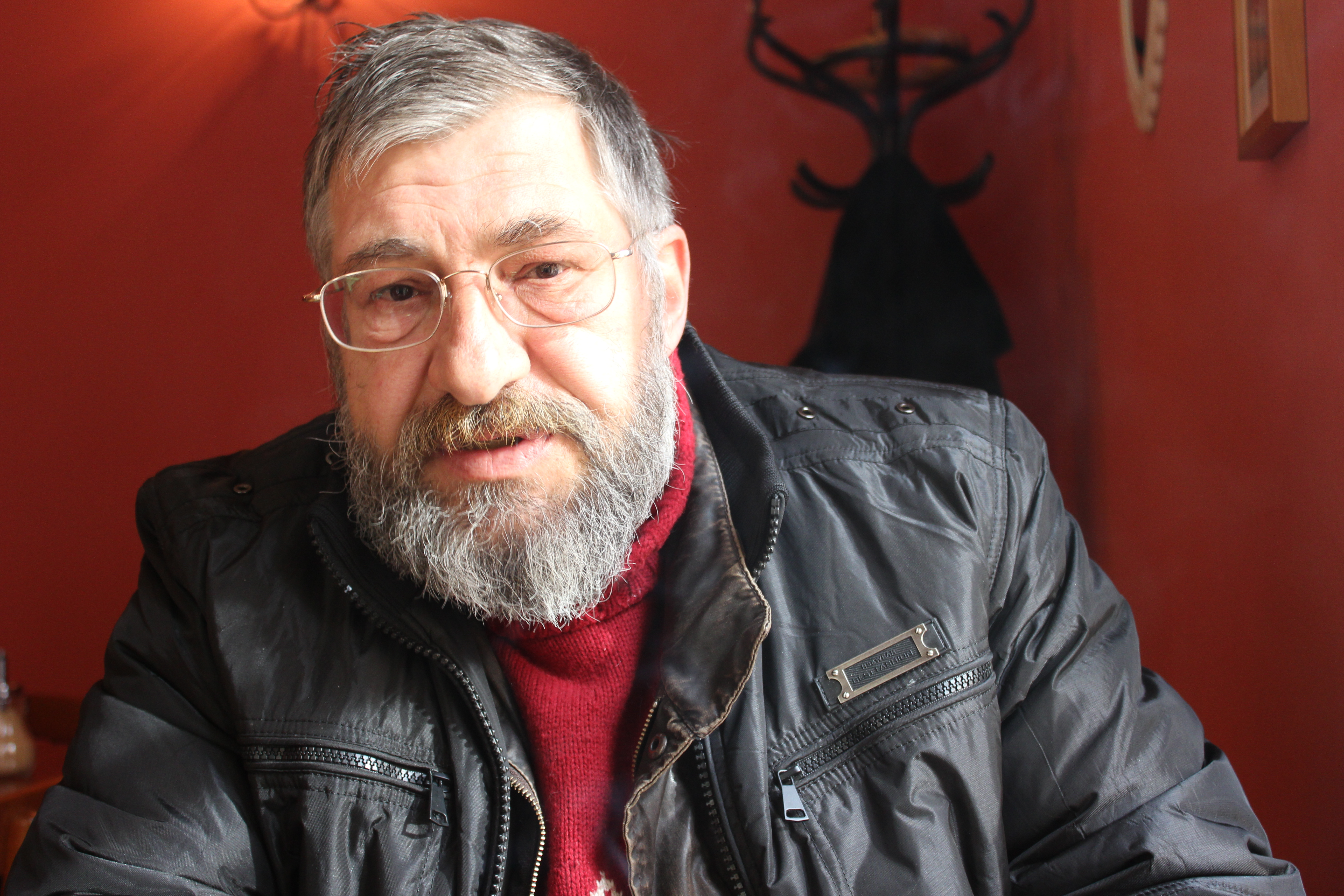
Dejan Enew, 2012

Dejan Enew (bulgarisch: Деян Енев, gebräuchliche Schreibweise Deyan Enev; * 11. August 1960 in Sofia) ist ein bulgarischer Schriftsteller.
Enew besuchte das englische Gymnasium seiner Geburtsstadt und studierte Bulgarische Philologie an der Universität Sofia. Er ist verheiratet und hat zwei Kinder.

## Schriften
- Zirkus Bulgarien. Geschichten für eine Zigarettenlänge. Aus dem Bulgarischen von Katrin Zemmrich und Norbert Randow. Mit einem Nachwort von Dimitré Dinev. Deuticke im Paul Zsolnay Verlag, Wien 2008, ISBN 978-3-552-06071-5.